# Winchester (Connecticut)
Winchester – miasto w Stanach Zjednoczonych, w stanie Connecticut, w hrabstwie Litchfield.